# 吉井章 (競馬)
吉井 章（よしい しょう、2001年3月26日 - ）は、地方競馬・大井競馬場所属の騎手。

## 来歴
元大井競馬の騎手である父・吉井竜一（2018年3月引退、現・調教師）の影響で騎手を志す。乗馬学校アニマル・ベジテイション・カレッジを経て、地方競馬教養センター騎手課程に第96期生として入所（同期に落合玄太、岩本怜、石堂響、出水拓人など）。勝負服のデザインは「赤、右青たすき、袖白一本輪」で、父から赤、青、白の3色を受け継いだ。
2018年4月16日、大井4Rでバーディーチャンスに騎乗しデビュー（14頭立て5番人気7着）。同じ日に父の引退式が行われた。同年5月11日大井11Rをアムールブラン（12頭立て3番人気）で制し、31戦目で初勝利。この年、ヤングジョッキーズシリーズ東日本地区3位に入りデビュー1年目でJRA初騎乗を果たし、南関東4競馬最優秀新人騎手賞を受賞。
2019年4月に父の厩舎が開業。同年5月20日の大井4Rで父が管理するカミノアカネに騎乗して勝利し、父に開業10戦目での初勝利をプレゼントした。
2020年、1月21日に高知競馬場で行われた全日本新人王争覇戦で11人中5位。12月11日に通算100勝を達成、12月26日阪神7R YJSファイナルラウンド阪神第1戦をスカーフェイス（16頭立て7番人気）で制し、JRA初勝利を挙げるとともに同ラウンド優勝。
2023年5月16日から2週間、JRAの栗東トレーニングセンターに滞在し調教に騎乗する。これは吉井が所属する松浦調教師と親交のある矢作芳人が協議して「今後の日本競馬全体の底上げになれば」とJRA、NAR、大井競馬場の協力を得る形で実現したもので、交換要員として矢作厩舎に所属する古川奈穂が5月15日から3週間、大井に滞在し調教に騎乗している。

## エピソード
JRAの競馬学校も受験したが落ちている。元教官でオブザーバーの立場で面接に参加していた蓑田早人は「個人的に合格させても大丈夫だと感じていた一人だった。おそらく当落線上にいたと思うし、仮に次の年も受けてきたら合格していたんじゃないかと思う。」と語っている。
父は当初騎手を目指すことに反対し、「ジョッキーの苦労や危険性を身を持って知っていたので、章が競馬に興味を持たないよう、気をつけていたつもりでした。ですから、幼い頃から競馬場には近づけないようにしたり、テレビで競馬を観せないように心がけていたんです。」と語っている。しかし、章は中学生になった頃から父の部屋にあった馬の教本など馬に関する書物を引っ張り出して勝手に読んでいたという。
趣味はプロ野球観戦。特技はスノーボード。好きな食べ物はケーキ、シュークリーム。
2021年のインタビューで、好きな女性のタイプとして女優の吉川愛を挙げている。